# المر مونتویا
المر مونتویا (اسپانیایی: Elmer Montoya‎؛ زادهٔ ۱۰ دسامبر ۱۹۷۷) بازیکن فوتبال اهل هندوراس بود.
از باشگاه‌هایی که در آن بازی کرده است می‌توان به باشگاه فوتبال پوماس اوناه و باشگاه فوتبال موتاگوا اشاره کرد.
وی همچنین در تیم‌های ملی فوتبال زیر ۲۰ سال و زیر ۲۳ سال هندوراس بازی کرده است.